# Lot królowej
Lot królowej – (oryg. hiszp. El vuelo de la reina) – powieść argentyńska, autorstwa Tomasa Eloy Martineza, wydana w 2002 roku. W tym samym roku, za tę powieść autor otrzymał nagrodę Premio Alfaguara de Novela. W 2005 roku, nakładem wydawnictwa AMBER,  ukazało się polskie wydanie powieści w tłumaczeniu Tomasza Pindela.

## Zarys treści
Camargo, wpływowy naczelny czołowego periodyku Buenos Aires, na łamach swej gazety usiłuje walczyć z korupcją pogrążającą w kryzysie Argentynę. Będąc na tropie afery związanej z przemytem broni, z udziałem osobistości ze szczytu władzy, poznaje Reinę Remis, młodą dziennikarkę, którą postanawia zaangażować do prowadzenia śledztwa w tej sprawie. Początkowe zaciekawienie dziewczyną, stopniowo zamienia się w obsesję, która prowadzi go najpierw do obserwowania kochanki z ukrycia i rejestrowania kamerą intymnych momentów z jej życia, a następnie do perfidnie i perfekcyjnie zaplanowanego zlecenia gwałtu na kobiecie, będącego „karą” wymierzoną jej za niewierność i opuszczenie Camargo.

## Wątki w powieści

### Korupcja w Argentynie
Wątek korupcji władz argentyńskich zaczyna się od wyglądającej na samobójstwo śmierci zamieszanego w przemyt broni senatora Valentiego. Dziennik Camargo, jako jedyny z argentyńskich mediów, podejmuje ten temat. Camargo podejrzewa, że senator mógł zostać zamordowany na zlecenie prezydenta, prawdopodobnie powiązanego z tą sprawą. Jego przekonania zostają umocnione przez redaktora naczelnego ważnego brazylijskiego dziennika, który dostarcza Camargo cenne materiały. Dowody świadczą o tym, że syn Prezydenta Argentyny posiada w Brazylii firmę, w której zarządzie zasiada spora część rodziny prezydenta i która jest przykrywką do prania brudnych pieniędzy. Prezydent, by odwrócić uwagę wyborców od afery, udaje świadka mistycznego objawienia i usiłuje zaszyć się w klasztorze. Redaktorzy Camargo, z Reiną Remis na czele, zostają zaangażowani, by udowodnić kłamstwo prezydenta i przekazać opinii publicznej prawdę na temat obecnej partii rządzącej.

### Obsesyjne pożądanie
Fascynacja Camargo Reiną Remis ma wszelkie znamiona obsesji. Już przy pierwszym spotkaniu, Reina, „bezczelna i nietaktowna”, lecz atrakcyjna, wzbudza zainteresowanie Camargo. Ten zleca jej artykuł, który sam miał ochotę napisać, a następnie powierza jej odpowiedzialne zadanie, jakim jest praca w śledztwie jednej z największych afer korupcyjnych w Argentynie. Równie prędko, Camargo, przy pomocy Sicardiego – szefa działu personalnego El Diario – zaczyna zbierać bardzo szczegółowe dane na temat otoczenia, przeszłości czy nawet wyników badań lekarskich kobiety. W końcu, wynajmuje mieszkanie, znajdujące się naprzeciwko budynku, w którym mieszka ona, spełniające jedynie cel kryjówki do szpiegowania jej, przy pomocy kamery. Nie mogąc znieść myśli o zdradzie i porzuceniu, doprowadza do skutku szaleńczy plan unicestwienia jej, polegający na uśpieniu, gwałcie dokonanym przez nosiciela licznych chorób – serbskiego kloszarda –, wyrzuceniu z pracy i odcięciu jej od wszelkich form pomocy.

### Władza i jej nadużywanie
Nie tylko Prezydent Argentyny i jego polityczne zaplecze dopuszczają się nadużyć. Camargo, szanowany redaktor naczelny, używa swego stanowiska do celów prywatnych i nikczemnych, takich jak zemsta na kochance. Poprzez Sicardiego załatwia m.in. kopię kluczy do mieszkania Reiny oraz fałszywe paszporty dla kloszarda Momira i jego towarzyszki.

### Porzucenie
Camargo jako dziecko zostaje porzucony przez matkę. Później porzuca go Reina i znajduje sobie nowego kochanka – kolumbijskiego dziennikarza – Germana. Sam Camargo dla Reiny zostawia swoją żonę, Brendę, kiedy ta wyjeżdża do Stanów Zjednoczonych, by zająć się umierającą matką. Opuszcza również umierającą na raka córkę Angelę, a także jej zdrową, lecz doświadczoną przez los, siostrę Dianę.

## Motyw podwójności[2]
Według autora powieści, motyw podwójności obrazuje świat zbudowany z podobieństw i różnic, w którym każda różnica ma jakiś element podobieństwa i vice versa – idea, która odbiera sens rasizmowi.
Niemal wszechobecna dwoistość, sprawia, że świat przedstawiony wydaje się mniej realny i czytelnik nabiera większego dystansu do przedstawionych wydarzeń.
Przykłady podwójności w powieści:
- różne gesty pewnych bohaterów powieści, pojawiają się u innych bohaterów,
- Antonio Pimenta Neves jest również naczelnym dziennika (brazylijskiego) i w podobny sposób jak Camargo dokonuje zbrodni na swej młodszej kochance,
- Reina zbiera informacje na temat brata bliźniaka Jezusa; córki Cargo są również bliźniaczkami,
- zarówno kariera dziennikarska Reiny jak i Camargo, zaczynają się od napisania nekrologu.

## Interpretacja tytułu
Tytuł powieści – „Lot królowej” – odnosi się do Reiny (hiszp. reina – „królowa”), która za życia, niczym królowa pszczół podczas swego lotu, wniosła się bardzo wysoko, nie zważając na konsekwencje; osiągnęła szybki awans w redakcji gazety, dzięki romansowi z niebezpiecznym naczelnym i poniosła konsekwencje.

## Możliwe inspiracje autora
Tomás Eloy Martínez podobnie jak większość postaci Lotu królowej był dziennikarzem. Można zatem przypuszczać, że przedstawiony w powieści świat dziennikarski jest wynikiem naocznych obserwacji i zainteresowań autora.
Wskazuje się również na inspiracje autora dziełami kinematografii, takimi jak „Obywatel Kane” i „Okno na podwórze”, a także ludźmi ze świata polityki – przedstawiona w powieści postać skorumpowanego Prezydenta Argentyny przypomina pod pewnymi względami argentyńskiego polityka Carlosa Menema.